# Великие Черноконцы
Великие Черноконцы (укр. Великі Чорнокінці) — село в Колындянской сельской общине Чортковского района Тернопольской области Украины.
Население по переписи 2001 года составляло 1220 человек. Почтовый индекс — 48524. Телефонный код — 3552.